# Glyn Garner
Glyn Garner (Pontypool, 9 dicembre 1976) è un ex calciatore gallese, di ruolo portiere.

## Carriera

### Club
Tra il 1996 ed il 2000 gioca nella prima divisione gallese con le maglie di Cwmbran Town e Llanelli Town; nell'estate del 2000 si trasferisce al Bury, club della terza divisione inglese, con cui nel suo primo anno di permanenza non viene mai impiegato in partite ufficiali; nella sua seconda stagione in squadra disputa invece 7 partite di campionato. Nella stagione 2002-2003, disputata in quarta divisione a seguito della retrocessione dell'anno precedente, diventa invece titolare fisso, giocando 46 partite in campionato e 2 partite nei play-off. Gioca poi rispettivamente 46 e 27 partite nelle stagioni 2003-2004 e 2004-2005, trascorse sempre in quarta divisione. Nell'estate del 2005 si svincola dal club e firma un contratto biennale con il Leyton Orient, altro club di quarta divisione, di cui nelle stagioni 2005-2006 e 2006-2007 è il portiere titolare, per un totale di 86 partite di campionato disputate nell'arco del biennio. Nell'estate del 2007 passa poi allo Shrewsbury Town, sempre nella stessa categoria: nella stagione 2007-2008 gioca da titolare registrando 41 presenze, mentre nella stagione 2008-2009 scende in campo solo in 4 occasioni. Nella stagione 2009-2010 non scende mai in campo in partite ufficiali, tanto che nel febbraio del 2010 va a giocare al Grays Athletic, club di Conference National (quinta divisione e più alto livello calcistico inglese al di fuori della Football League), con cui conclude l'annata (caratterizzata da una retrocessione in sesta divisione del club) giocando 12 partite di campionato. L'anno seguente gioca sempre nella medesima categoria con il Newport County, con cui disputa 9 partite. Scende invece in campo in 36 incontri nella stagione successiva, con la maglia del Bath City, con cui retrocede in Conference South (sesta divisione), categoria in cui continua a giocare con i Romans fino al gennaio del 2013, quando si trasferisce ai semiprofessionisti del Cirencester Town, in Southern Football League South&West Division (ottava divisione), campionato che vince nella stagione 2013-2014, disputando quindi la stagione 2014-2015 e la prima parte della stagione 2015-2016 (fino al gennaio del 2016) in Southern Football League (settima divisione). Dal gennaio del 2016 al gennaio del 2017 gioca sempre in questa categoria con il Merthyr Tydfil, per poi concludere la stagione 2016-2017 nuovamente al Cirencester Town, con cui disputa ulteriori 15 partite. Tra il 2017 ed il 2019 gioca nuovamente in patria, con vari club semiprofessionistici militanti tutti nella seconda divisione gallese.

### Nazionale
Nel 2006 è stato convocato in nazionale, giocando da titolare la partita amichevole vinta per 2-1 contro Trinidad&Tobago.

## Palmarès

### Giocatore

#### Competizioni regionali
- Southern Football League South&West Division: 1

Cirencester Town: 2013-2014